# Manisa 19 Mayıs Stadı
Das Manisa 19 Mayıs Stadı (auch Manisa 19 Mayıs Stadyumu, deutsch Manisa-Stadion des 19. Mai) ist ein Fußballstadion in der türkischen Stadt
Manisa. Die Fußballvereine Manisaspor und Manisa FK tragen hier ihre Heimspiele aus. Laut Türkiye Futbol Federasyonu bietet es Platz für 14.647 Zuschauer auf Sitzplätzen.

## Name
Benannt wurde das Stadion nach dem 19. Mai (türkisch 19 Mayıs) im Jahr 1919. Die Ankunft von Mustafa Kemal Atatürk in Samsun an diesem Tag markiert den Beginn des Befreiungskrieges und wird heute noch in der Türkei als Nationalfeiertag gefeiert.